# キアン・フィッツ＝イム
キアン・フィッツ＝イム（Kian Fitz-Jim、2003年7月5日 - ）は、オランダ・アムステルダム出身のサッカー選手。アヤックス・アムステルダム所属。ポジションはMF。

## クラブ経歴
2019年6月18日、AZアルクマールの下部組織から3年契約でアヤックス・アムステルダムへと移籍し、翌年12月21日、エールステ・ディヴィジのテルスター戦でプロデビューを果たした。2022-23シーズンの年明けから正式にトップチーム昇格が決定すると、2023年1月8日、NECナイメヘンとのリーグ戦にて、79分にケネト・テイラーとの途中交代でトップチームデビューを飾った。
2023年8月31日、2023-24シーズンはSBVエクセルシオールへレンタル移籍することが発表された。